# Oplonia jujuyensis
Oplonia jujuyensis är en akantusväxtart som beskrevs av D. Wasshausen och C. Ezcurra. Oplonia jujuyensis ingår i släktet Oplonia och familjen akantusväxter. Inga underarter finns listade i Catalogue of Life.